# Boy Waterman
Boy Waterman (* 24. ledna 1984, Lelystad, Nizozemsko) je nizozemský fotbalový brankář a bývalý mládežnický reprezentant, který působí v klubu APOEL.

## Klubová kariéra
Boy Waterman profesionálně působil v nizozemských klubech SC Heerenveen, AZ Alkmaar, ADO Den Haag, De Graafschap, PSV Eindhoven, německém Alemannia Aachen a tureckém Karabüksporu.
Na začátku sezóny 2012/13 po odchodu Švéda Andrease Isakssona nahradil v PSV na postu brankářské jednotky Poláka Przemysława Tytońa, trenér Dick Advocaat sáhl k této změně po pěti ligových kolech.

## Reprezentační kariéra
Byl členem nizozemského mládežnického výběru U21. Zúčastnil se domácího Mistrovství Evropy hráčů do 21 let 2007, kde mladí Nizozemci obhájili titul v této věkové kategorii z roku 2006. Ve finále porazili Nizozemci Srbsko 4:1.